# Klat Magazine
 (juin 2013).
Klat Magazine est un magazine d'art contemporain fondé en 2009 par Paolo Priolo et Emanuela Carelli.
En 2012, le projet éditorial a évolue en un magazine en ligne dédié au design, architecture, art contemporain, design et photographie.
Le nom Klat vient du mot anglais "talk" (en français : parler) écrit à l'envers. Ce nom reflète la volonté des éditeurs de repenser la manière de communiquer.
Klat Magazine est une publication enregistrée auprès du Tribunal de Milan (n ° 197 du 24 avril 2009).